# Whiskey Dick
Whiskey Dick az Amerikai Egyesült Államok északnyugati részén, Oregon állam Wasco megyéjében elhelyezkedő kísértetváros.